# Homalium serratum
Homalium serratum är en videväxtart som beskrevs av André Guillaumin. Homalium serratum ingår i släktet Homalium och familjen videväxter. Inga underarter finns listade i Catalogue of Life.